# Debbie Allen
Deborah Kaye Allen (nascuda el 16 de gener de 1950) és una actriu, ballarina, coreògrafa, directora de televisió, productora de televisió i ex-membre del Comitè presidencial de les Arts i les Humanitats. És coneguda pel seu treball en la sèrie dramàtica musical Fame (1982), on va interpretar la professora de dansa Lydia Grant, i va ser la coreògrafa principal de la sèrie. Posteriorment va interpretar el paper de Catherine Fox a Grey's Anatomy. És la germana menor de l'actriu, directora i cantant Phylicia Rashad.

## Vida i carrera professional

### Primers anys de vida
Allen va néixer a Houston, Texas, la tercera filla de l'ortodontista Andrew Arthur Allen Jr. i l'artista nominada al premi Pulitzer, poeta, dramaturga, erudita i editora, Vivian (de soltera Ayers) Allen. Va obtenir un bachelor of Arts (llicenciatura) en literatura grega, parla i teatre grec clàssics per la Universitat de Howard. Va estudiar actuació a HB Studio a la ciutat de Nova York. És doctora honoris causa per la Universitat de Howard i per l' Escola d'Arts de la Universitat de Carolina del Nord. Actualment ensenya a joves ballarines. També va ensenyar coreografia per formar la ballarina de Los Angeles Lakers, convertida en cantant, Paula Abdul. La seva filla, Vivian Nixon, va interpretar a Kalimba a la producció de Broadway de Hot Feet.

### Lluita amb el racisme
Després del viatge amb la seva família des de Mèxic, Debbie Allen i la seva família van decidir tornar a la seva llar a Texas. Quan va tornar a casa seva a Texas, Debbie Allen va fer una audició a l'acadèmia de Houston Ballet a l'edat de dotze anys. Tot i que la seva audició va superar les qualificacions d'admissió, a Debbie Allen se li va denegar l'ingrés a l'escola a causa del racisme sistèmic que havia corromput el procés. Un any després, a Allen se li va donar una altra oportunitat i va ser admesa en secret per un instructor rus que va veure accidentalment Debbie Allen actuar en un programa. Una vegada que el departament d'admissió de l'acadèmia va prendre consciència de la situació, va permetre que Allen es quedés a la institució perquè estaven satisfets amb el talent que havia mostrat.
No va ser l'única vegada que Allen va patir racisme. Quan tenia setze anys, va tenir una bona audició a la North Carolina School of the Arts i se li va donar l'oportunitat de demostrar tècniques de dansa a altres possibles estudiants. Malauradament, a Allen se li va rebutjar l'acceptació a causa que el seu cos no es va considerar adequat per al ballet. En molts casos, els ballarins afroamericans sovint es van desanimar amb la dansa, ja que se'ls va dir que la seva estructura corporal no s'ajustava al cos del ballerí de ballet estereotip preferit. Aquest prejudici va impedir efectivament a molts ballarins talentosos i experts del ballet. Després de rebre nombrosos rebutjos, Allen va decidir centrar-se principalment a l'ensenyament.

### Carrera

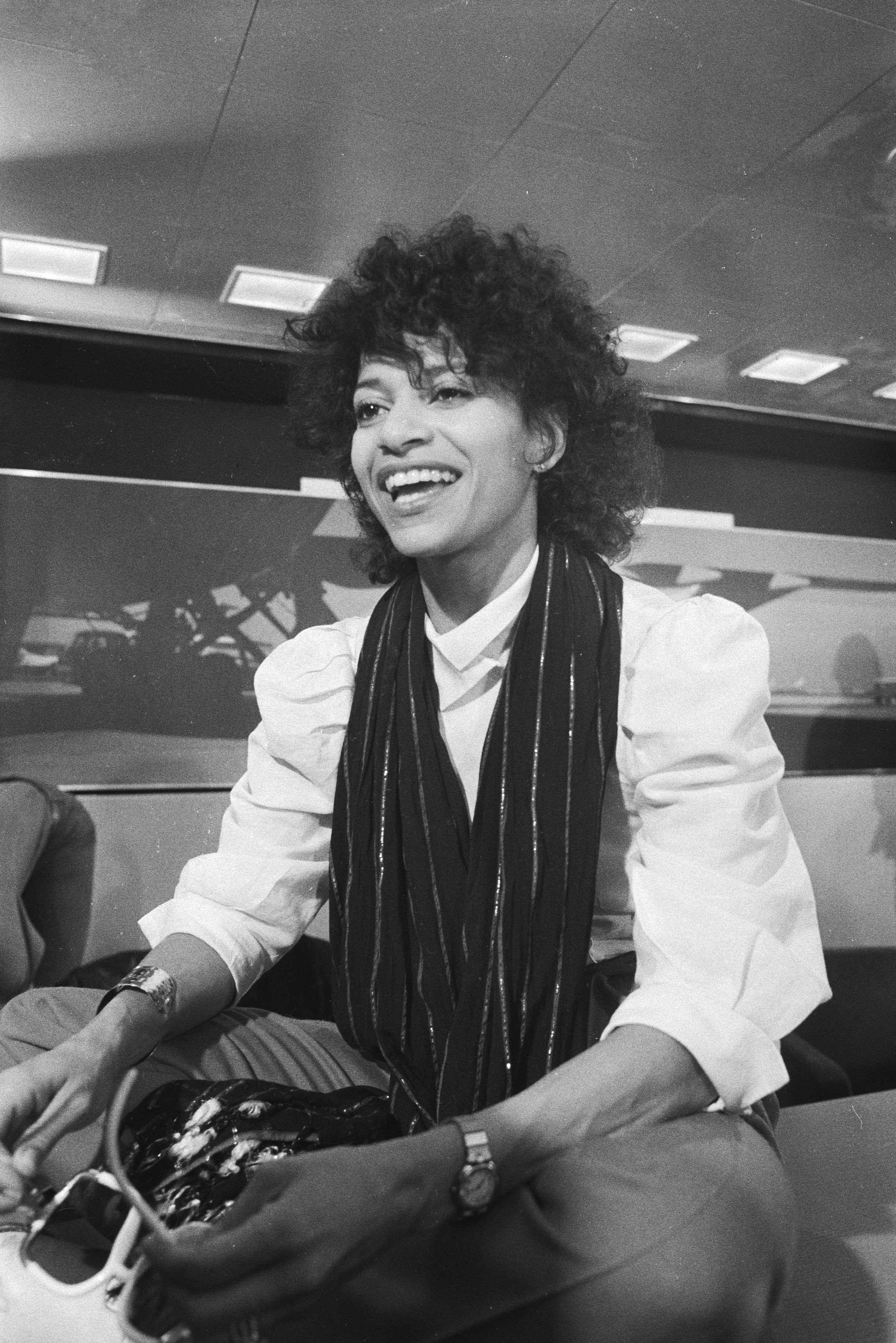
Allen el 1983.

Debbie Allen va tenir el seu debut a Broadway al cor de Purlie. Allen també va crear el paper de Beneatha en el musical Raisin guanyador del premi Tony. El 1980 va començar a rebre atenció crítica el 1980 per la seva aparició al paper d'Anita en el revival de Broadway de West Side Story, que li va guanyar una candidatura al Premi Tony i un Premi Drama Desk, i va rebre una segona nominació al Premi Tony el 1986 per la seva actuació en el paper titular de Sweet Charity de Bob Fosse. Una de les seves primeres aparicions a la televisió va ser a la sitcom Good Times en un memorable episodi de dues parts titulat "J.J.'s Fiancée" com a Diana, núvia del drogodependent J.J.
Debbie Allen també va ser seleccionada per Alex Haley per aparèixer a la minisèrie Roots: The Next Generations de 1979, on interpreta l'esposa de Haley.
Allen va aparèixer per primera vegada com Lydia Grant en la pel·lícula de 1980 Fame. Tot i que el seu paper a la pel·lícula va ser relativament petit, Lydia es convertiria en una figura central en la seva adaptació televisiva, que va transcórrer entre el 1982 i el 1987. A la careta inicial de cada episodi, Grant deia als seus estudiants: "You've got big dreams? You want fame? Well, fame costs. And right here is where you start paying ... in sweat." (Teniu grans somnis? Voleu la fama? Bé, la fama costa. I aquí és on comenceu a pagar ... amb suor). Allen va ser nominada al premi Emmy a la millor actriu quatre vegades durant el programa. És l'única actriu que va aparèixer a les tres encarnacions de Fame a la pantalla, interpretant Lydia Grant tant a les pel·lícules de televisió de 1980 com a les sèries de televisió de 1982 i interpretant la directora de l'escola al remake de 2009. Allen també va ser coreògrafa principal de la sèrie de pel·lícules i televisió, guanyant dos premis Emmy i un Premi Globus d'Or.
El 1981, va tenir l'important paper de Sarah, l'amant de Coalhouse Walker (Howard E. Rollins) que és assassinada mentre intentava defensar-lo en la versió cinematogràfica del best-seller Ragtime. El mateix paper va guanyar un premi Tony per Audra McDonald, per la seva actuació en el musical de Broadway. En un article del Museum of Broadcast Communications, The Hollywood Reporter va comentar l'impacte d'Allen com a productora-directora de la sèrie de televisió A Different World. L'espectacle tractava la vida dels estudiants del col·legi de ficció històricament negre, Hillman, i es va emetre durant sis temporades a la NBC.
Allen ha llançat dos discos en solitari, Sweet Charity el 1986 i Special Look el 1989, que també va comptar amb diversos senzills fora de l'àlbum. El 1995, Allen va prestar la seva veu (a més de dirigir el repartiment de veu) a la sèrie d'animació infantil C Bear i Jamal per a Film Roman i Fox Kids. El 2001, Allen va complir un somni de tota la vida obrint la Debbie Allen Dance Academy a Los Angeles, Califòrnia. L'acadèmia d'Allen ofereix un currículum complet per a nois i noies d'entre quatre i divuit anys en totes les tècniques de dansa principals, incloent Ballet Clàssic, Modern, Africà, Jazz i Hip-Hop. A més, es fan tallers especials per a la concentració a l'Òpera de Pequín, tècniques de dansa d'arts marcials, Flamenc, Salsa i Tap. Debbie Allen va obtenir el doctorat honoris causa per la Universitat de North Carolina de les Arts, així com per la seva alma mater, la Universitat de Howard. Allen ha participat des del 2007 com a jutge i mentor de la versió nord-americana de So You Think You Can Dance. Va haver de fer-se a un costat al final de la setmana de Vegas a la temporada 4 per evitar la percepció de parcialitat, ja que un dels seus antics ballarins, Will, va arribar al top 20.
El 2008 va dirigir la producció afroamericana de Broadway de Tennessee Williams guanyadora del premi Pulitzer el drama Cat on a Hot Tin Roof, protagonitzada pels veterans de l'escena James Earl Jones (Big Daddy), la seva germana Phylicia Rashad (Big Mama) i Anika Noni Rose (Maggie the Cat), així com l'actor de cinema Terrence Howard, que va debutar a Broadway com a Brick. La producció, amb alguns papers reformats, va tenir una durada limitada (2009 - abril de 2010) a Londres.
A les dècades de 2000 i 2010, Allen va dirigir programes de televisió, inclosos 44 episodis de All of Us, així com Girlfriends, Everybody Hates Chris, How to Get Away with Murder, Empire, Scandal i Jane the Virgin. El 2011, es va unir al repartiment del drama mèdic d'ABC Grey's Anatomy interpretant el paper de la doctora Catherine Fox. A partir de la 12a temporada, va exercir de productora executiva. El 2020, va dirigir la pel·lícula musical Christmas on the Square protagonitzada per Dolly Parton per a Netflix.

## Premis i honors

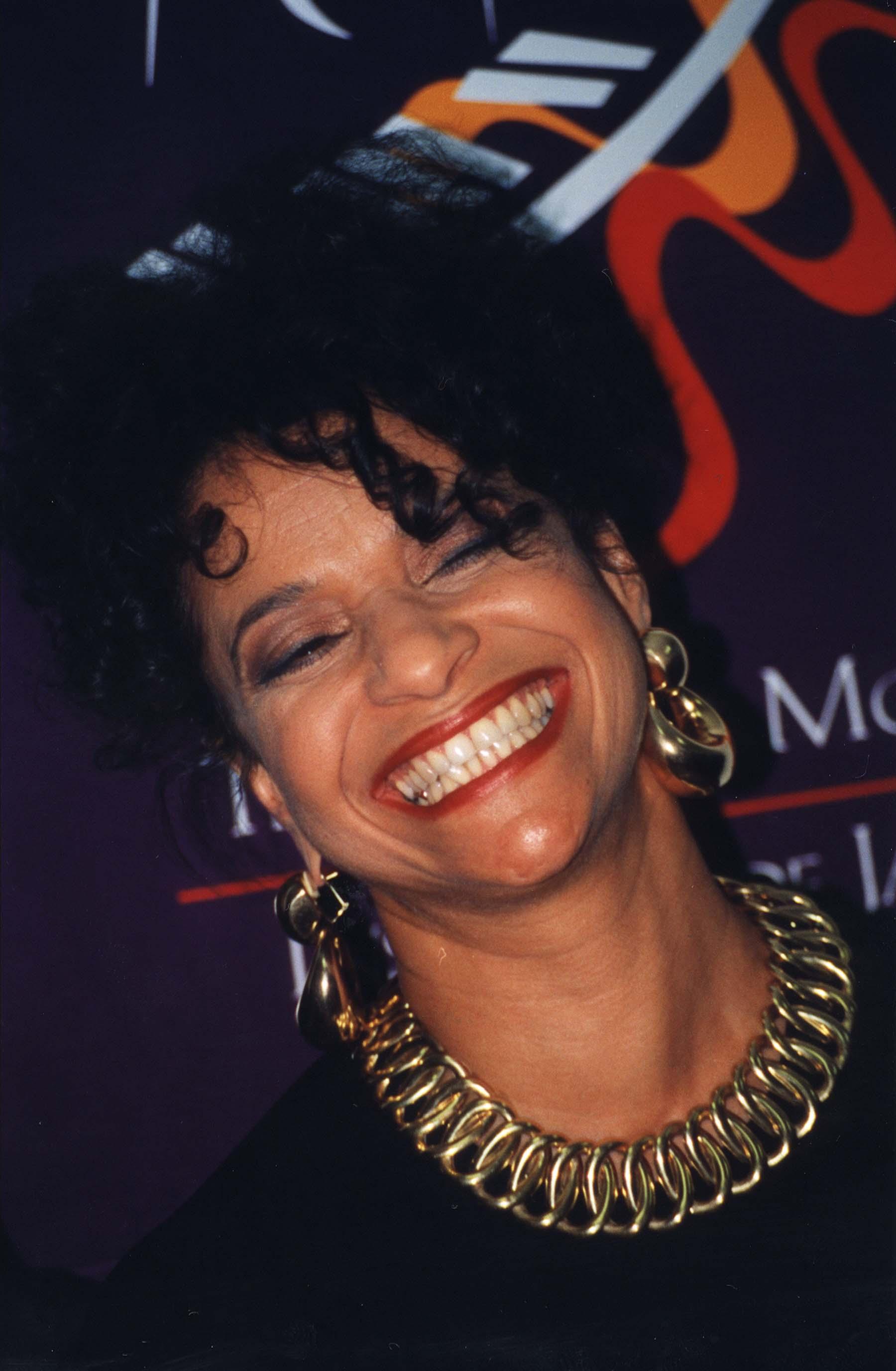
Allen al Kennedy Center el 1998.

- Allen va ser designada pel president George W. Bush el 2001 com a membre del Comitè del president per a les arts i les humanitats.[15]
- Per les seves contribucions a la indústria de la televisió, Debbie Allen va ser homenatjada el 1991 amb una estrella al Passeig de la Fama de Hollywood, al 6904 Hollywood Boulevard, al centre de Hollywood, just davant del Dolby Theatre del Hollywood &amp; Highland Center.[16]
- A Allen se li va lliurar el premi George i Ira Gershwin per la seva carrera musical, a la UCLA Spring Sing de 1992.[17]
- Tres cop guanyadora del premi Emmy per la coreografia de la sèrie Fame and The Motown 25th Anniversary Special.
- 10 premis Image com a directora, actriu, coreògrafa i productora de Fame, A Different World, Motown 25, The Academy Awards, The Debbie Allen Special i Amistad.
- El 4 de febrer de 2009, Debbie Allen va ser honorada per les seves contribucions a la dansa i va ser obsequiada per la seva carrera musical per Nia Peeples al programa del 10è aniversari de The Carnival: Choreographer's Ball.[18]
- El 2021, es va anunciar que rebria un Kennedy Center Honor en una cerimònia que es va ajornar a causa de la pandèmia de la COVID-19.[19]

## Vida personal
Allen està casada amb l'exjugador de l'NBA Norm Nixon, i tenen tres fills: la ballarina Vivian Nichole Nixon, el jugador de bàsquet Norman Ellard Nixon Jr. (Wofford College i Southern University) i l'actor DeVaughn Nixon. Allen anteriorment es va casar amb Win Wilford entre 1975 i 1983. És la germana de l'actriu, directora i cantant Phylicia Rashād (sent la convidada a un episodi de The Cosby Show), i el compositor de jazz Tex Allen (Andrew Arthur Allen III, nascut el 1945).

## Treballs

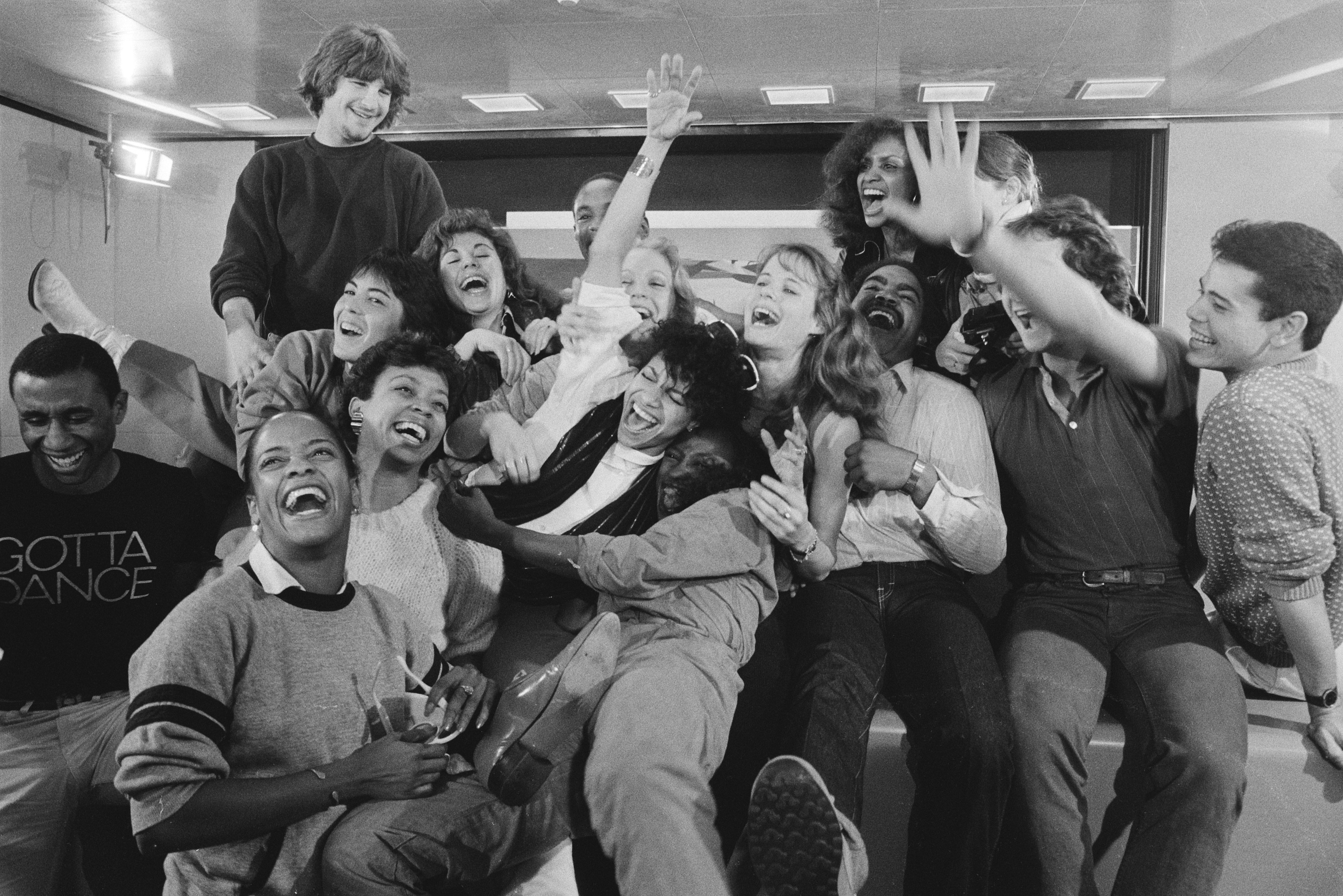
Amb The Kids from "Fame" (1983). Debbie Allen està al centre, amb ulleres de sol sobre el cap.

| - The Fish That Saved Pittsburgh (1979) – Ola - Fama (1980) – Lydia Grant - Ragtime (1981) – Sarah - Jo Jo Dancer, Your Life is Calling (1986) – Michelle - Blank Check (1994) – Yvonne - Fama (2009) – Directora Angela Simms - Next Day Air (2009) – Ms. Jackson - A Star for Rose (2013) - Rose - Dance Dreams: Hot Chocolate Nutcracker (2020) - ella mateixa - 3 Girls 3 (1977): espectacle de varietats - The Love Boat (1978) - Roots: The Next Generations (1979) – Nan - Fame – Lydia Grant - The Cosby Show (1988) – Emma episodi "Episodi: "If the Dress Fits, Wear It" - A Different World (1988-1993) – Dr. Langhorne - In The House (1995-1996) – Jackie Warren - Good Times – Diana (promesa drogadicte de J.J.) - C Bear and Jamal (veu) - Spike Lee & Company: Do It a Cappella – ella mateixa (Documental) - Quantum Leap – Joanna Chapman - All of Us (2004): "Parents Just Don't Understand" - So You Think You Can Dance (2007-2014), temporades 3, 4 i 5 – Jutge convidat - Grey's Anatomy (2011–present) – Dr. Catherine Fox (Avery) - Dance Moms (2016–2017) - Jane the Virgin 2016 – Beverly Flores - Raven's Home (2018) – Aunt Maureen - S.W.A.T. (2018) – mare de Hondo - Fosse/Verdon (2019) - The Academy Awards Show durant deu anys, sis dels quals de forma consecutiva - Carrie - Molly Doodle - Fama (2009) | - Girlfriends - Quantum Leap - Everybody Hates Chris - All of Us - Life Is Not a Fairy Tale - That's So Raven - The Jamie Foxx Show - A Different World - The Fresh Prince of Bel-Air - Family Ties - Fame - Polly - Polly: Coming Home - Out-of-Sync - C Bear and Jamal (directora de veu) - The Twilight Zone (sèrie de 2002) - The Parkers - Grey's Anatomy - Hellcats - Army Wives - The Client List - Let's Stay Together - Scandal - Jane the Virgin - Insecure - How to Get Away with Murder - Empire - Survivor's Remorse - Insecure - Christmas on the Square - Amistad amb Steven Spielberg - Soldiers of Change amb Michael Armand Hammer - A Different World - Movement magazine, columnista regular des de 2006 - Dancing in the Wings paperback, per Debbie Allen (autora), Kadir Nelson (Il·lustrator) - West Side Story (Broadway) - Dancing in the Wings - Brothers of the Night - Just Dance (2010) - Dance Moms (2016) - Special Look (1989) |